# Federació d'Escacs dels Estats Units
La Federació d'Escacs dels Estats Units (en anglès: United States Chess Federation, també coneguda com a US Chess o USCF) és l'òrgan rector de les competicions d'escacs als Estats Units i representa els Estats Units a la FIDE, la Federació Mundial d'Escacs. La US Chess administra el sistema de classificació nacional oficial, atorga títols nacionals, organitza més de vint campionats nacionals anualment i publica dues revistes: Chess Life i Chess Life for Kids. La USCF es va fundar a Illinois el 1939, a partir de la fusió de dues organitzacions d'escacs més antigues. És una organització sense ànim de lucre amb seu a Crossville, Tennessee. El 2020 tenia més de 93.000 afiliats.